# مارتين أولسون
مارتين أولسون (بالسويدية: Martin Olsson) (مواليد 17 مايو 1988 في يافله - السويد) لاعب كرة قدم سويدي يلعب حاليا لصالح نادي الدرجة الممتازة بلاكبيرن روفرز الإنجليزي منذ 2006 في مركز الظهير الأيسر كما يجيد اللعب في مركز الوسط الأيسر.

## روابط خارجية
- مارتين أولسون على موقع الاتحاد الأوربي (الإنجليزية)
- مارتين أولسون على موقع اتحاد السويد (السويدية)
- مارتين أولسون على موقع قاعدة بيانات كرة القدم.إي يو (الإنجليزية)
- مارتين أولسون على موقع ناشيونال فوتبول تيمز (الإنجليزية)
- مارتين أولسون على موقع Soccerbase.com (لاعب) (الإنجليزية)
- مارتين أولسون على موقع Soccerway.com (الإنجليزية)
- مارتين أولسون على موقع عالم كرة القدم.نت (الإنجليزية)
- مارتين أولسون على موقع AS.com (الإسبانية)